# Cambridge United F.C.
Cambridge United Football Club – angielski klub piłkarski z miasta Cambridge, grający obecnie w League Two. Klub został założony w 1912 roku jako Abbey United.
W 1992 roku Cambridge United występował nieudanie w barażach na awans do pierwszej ligi; w 2005 roku spadł z Football League Two do Football Conference